# Franz Dinda
Franz Alexander Dinda (ur. 25 marca 1983 w Jenie) – niemiecki aktor filmowy i telewizyjny.

## Życiorys

### Wczesne lata
Sześć miesięcy po swoich narodzinach w Jenie, przeniósł się wraz z matką, pastorem w Republice Federalnej Niemiec, do Seeheim-Jugenheim. Z powodu profesji matki podążał stacjami do Schwäbisch Hall, Schorndorf, Weinstadt i Auenwald. W tym czasie uczęszczał do pięciu różnych szkół.

### Kariera
Zainteresował się aktorstwem w gimnazjum i występował w Theater-AG w Remstal-Gymnasium-Weinstadt. Przez sześć lat grał również w Jahre Trompete. W latach 1992–96 uczęszczał do Knabenchor collegium iuvenum Stuttgart w Stuttgarcie. Przez trzy lata pełnił funkcję moderatora w Four Music w radiu internetowym Shuffled.
W 1998 roku trafił do Casting-Agentur Brody Casting. Po raz pierwszy pojawił się w telewizji w jednym z odcinków serialu Gigant Poleca (1999). W wieku 17 lat został również zatrudniony w serialu dla młodzieży Fabrixx, w którym był do 2003 roku, a tym samym zdobył doświadczenie przed kamerą. Po ukończeniu szkoły średniej w 2003 roku przeniósł się do Berlina i ukończył prywatną edukację aktorską. Stał się znany przede wszystkim z roli Elmara Kocha w filmie Chmura z 2006 roku.
Równolegle do swojej działalności aktorskiej, Dinda intensywnie angażuje się w pisanie. Prowadzi własne studio w Kreuzberg, gdzie pracuje nad swoją koncepcją ReimRaum-Ein begehbarer Gedichtband. Na scenę opracował program ReimKlang-eine musikalische Lesereise.

## Filmografia

### Filmy
- 2003: Bez limitu (Autobahnraser) jako Alex
- 2004: Am Tag als Bobby Ewing starb jako Niels
- 2004: Die Kette (TV) Marcel
- 2004: Endlich Sex! (TV) jako Leo
- 2005: Am Tag als Bobby Ewing starb jako Niels
- 2006: Chmura (Die Wolke) jako Elmar Koch
- 2007: Kein Bund für’s Leben jako Basti Lämmle
- 2008: Teenage Angst jako Konstantin
- 2008: W zimie minie rok (Im Winter ein Jahr) jako Johannes
- 2009: Berlin 36 jako Rudolph Bergmann
- 2011: Westwind jako Arne
- 2012: Ludwig II. jako Heinrich Vogel
- 2013: Medicus jako praktykant Merlina
- 2014: Piękna i książę (Siebenschön) jako książę
- 2015: Käthe Kruse jako David

### Seriale TV
- 2000–2004: Fabrixxx jako Fabian Krüger
- 2002: Abschnitt 40 jako Kris Karnatz
- 2003: Berlin – eine Stadt sucht den Mörder jako Mick
- 2004: Beauty Queen jako Alexander Jäger
- 2004: Speer i On (Speer & Er) jako Arnold Speer
- 2004: Stefanie - Eine Frau startet durch jako Fabio Reinke
- 2006: Tatort: Nachtwanderer jako Bert Lüders
- 2007: Das Glück am anderen Ende der Welt jako Jan Holländer
- 2007: Jednostka specjalna jako Kurt Turmberg
- 2008: Telefon 110 (Polizeiruf 110: Verdammte Sehnsucht) jako Justus Gruneberg
- 2008: Tatort: Liebeswirren jako Tim
- 2011: Telefon 110 (Polizeiruf 110: Zwei Brüder) jako Dennis Hartmann
- 2014: Tatort: Frühstück für immer jako Mike Satorius

## Nagrody
| Rok  | Nagroda                       | Kategoria             | Tytuł                                                         | Rezultat  |
| ---- | ----------------------------- | --------------------- | ------------------------------------------------------------- | --------- |
| 2006 | New Faces Award               | Najlepszy młody aktor | Chmura (Die Wolke)                                            | Wygrana   |
| 2006 | Undine Award                  | Najlepszy młody aktor | Chmura (Die Wolke)                                            | Nominacja |
| 2007 | Deutscher Fernsehpreis        | Nagroda finansowa     | Blackout – Die Erinnerung ist tödlich                         | Wygrana   |
| 2009 | Günter-Strack-Fernsehpreis    | Najlepszy młody aktor | Sklaven und Herren                                            | Nominacja |
| 2010 | TV Movie Award                | Najlepszy nowicjusz   | -                                                             | Wygrana   |
| 2010 | Hotlist                       | -                     | Ein BilderReimbuch über Liebe (Książka z obrazkami o miłości) | Nominacja |
| 2010 | Nagroda magazynu Musikexpress | Dżentelmen roku       | -                                                             | Wygrana   |